# Valbrembo

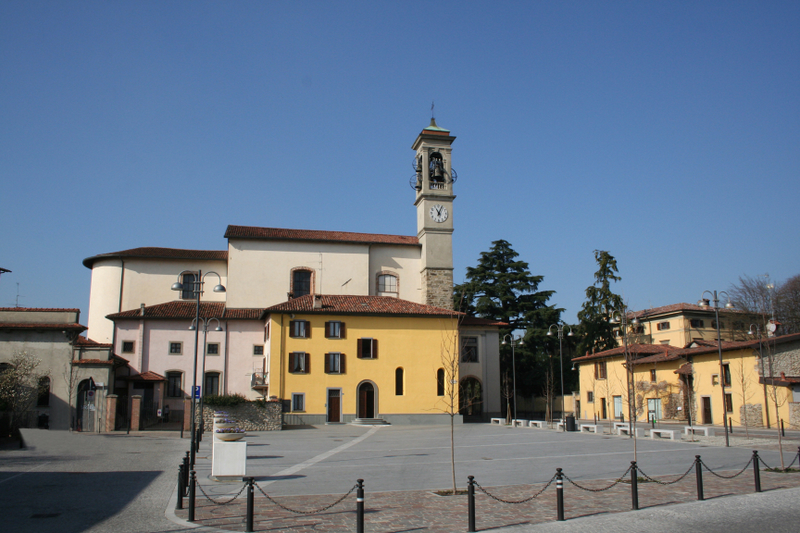
Valbrembo (2007)

Valbrembo ist eine norditalienische Gemeinde (comune) mit 4349 Einwohnern (Stand 31. Dezember 2023) in der Provinz Bergamo in der Lombardei. Valbrembo liegt acht Kilometer nordwestlich von Bergamo auf der anderen Seite der Colli di Bergamo an der Strada Statale 470DIR von der A4 nach Almè. Westlich des Ortes fließt der Brembo. Zwischen dem Fluss und dem Ort befindet sich der Flugplatz Valbrembo. Kirchen befinden sich in den Ortsteilen Scano und Ossanesga.
Teile der Gemeinde liegen im Parco dei Colli di Bergamo.